# VR-Bank Osnabrücker Nordland
Die  VR-Bank eG Osnabrücker Nordland ist eine deutsche Genossenschaftsbank mit Sitz in der niedersächsischen Stadt Fürstenau  im Landkreis Osnabrück.

## Geschichte
Die ehemalige Bank VR-Bank eG im Altkreis Bersenbrück wurde am 1. April 1924 in Grafeld gegründet. Die heutige VR-Bank eG Osnabrücker Nordland entstand im Jahr 2018 durch die Fusion der VR-Bank eG im Altkreis Bersenbrück mit Sitz in Neuenkirchen mit der Volksbank Osnabrücker Nordland eG mit dem Sitz in Fürstenau zur VR-Bank eG Osnabrücker Nordland. Seither befindet sich der Firmensitz in Fürstenau.
Durch die Fusion der Raiffeisenbank Grafeld eG mit dem Sitz in Grafeld im Jahr 1992 mit der Raiffeisen-Waren- und Molkereigenossenschaft Bippen-Berge eG mit dem Sitz in Bippen und der Landwirtschaftliche Bezugs- und Absatzgenossenschaft Wettrup eG mit dem Sitz in Wettrup entstand die damalige Raiffeisenbank Bippen, Grafeld, Wettrup eG mit dem Sitz in Bippen. Die dann als Raiffeisenbank Bippen Grafeld Wettrup eG firmierende Bank fusionierte im Jahr 1999 mit der Raiffeisen-Volksbank Nortrup eG mit dem Sitz in Nortrup zur Raiffeisen-Volksbank Grafeld-Nortrup eG mit dem Sitz in Nortrup.
Diese fusionierte anschließend im Jahr 2006 mit der Raiffeisenbank Voltlage-Neuenkirchen eG mit dem Sitz in Neuenkirchen zur VR-Bank eG im Altkreis Bersenbrück mit Sitz in Neuenkirchen. Durch die Fusion der Raiffeisenbank Neuenkirchen eG mit dem Sitz in Neuenkirchen mit der Raiffeisenbank Voltlage eG mit dem Sitz in Voltlage entstand 2001 die Raiffeisenbank Voltlage-Neuenkirchen eG. Die VR-Bank eG im Altkreis Bersenbrück fusionierte dann im Jahr 2012 mit der Raiffeisen-Warengenossenschaft Bawinkel-Freren eG mit dem Sitz in Bawinkel.
Die Volksbank Osnabrücker Nordland eG entstand im Jahr 2003 durch die Fusion der Raiffeisen-Volksbank Menslage-Berge eG mit dem Sitz in Berge mit der Volksbank Merzen-Fürstenau eG mit dem Sitz in Fürstenau. Durch die Fusion der Volksbank Berge eG mit dem Sitz in Berge mit der Raiffeisenbank Menslage eG mit dem Sitz in Menslage entstand im Jahr 1990 die Raiffeisen-Volksbank Menslage-Berge eG. Die Volksbank Merzen-Fürstenau eG wiederum entstand im Jahr 2000 aus der Fusion der Raiffeisenbank eG Merzen-Fürstenau mit dem Sitz in Merzen mit der Fürstenauer Volksbank eG mit dem Sitz in Fürstenau.

## Rechtsverhältnisse
Die VR-Bank eG Osnabrücker Nordland ist im Genossenschaftsregister beim Amtsgericht Osnabrück unter GnR 268 eingetragen.

## Organisationsstruktur
Rechtsgrundlagen sind das Genossenschaftsgesetz und die durch die Generalversammlung beschlossene Satzung. Organe der Bank sind der Vorstand, der Aufsichtsrat und die Generalversammlung. 

## Sicherungseinrichtung
Die VR-Bank eG Osnabrücker Nordland ist der amtlich anerkannten Sicherungseinrichtung des Bundesverbandes der Deutschen Volksbanken und Raiffeisenbanken GmbH und der zusätzlichen freiwilligen Sicherungseinrichtung des Bundesverbandes der Deutschen Volksbanken und Raiffeisenbanken e.V. angeschlossen.

## Geschäftsausrichtung
Die VR-Bank eG Osnabrücker Nordland betreibt das Universalbankgeschäft. Im Verbundgeschäft arbeitet sie mit der DZ Bank, R+V Versicherung, Bausparkasse Schwäbisch Hall, Teambank, VR Smart Finanz, DZ Hyp, DZ Privatbank, Münchener Hypothekenbank und der Union Investment zusammen.

## Geschäftsgebiet
Das Geschäftsgebiet liegt im Norden und Westen des Landkreises Osnabrück in der Samtgemeinde Fürstenau, der Samtgemeinde Neuenkirchen und teilweise in der Samtgemeinde Artland und der Samtgemeinde Bersenbrück.
An diesen Orten betreibt die Bank Filialen:
- Fürstenau (Hauptstelle, jur. Sitz)
- Voltlage (SB-Geschäftsstelle)
- Neuenkirchen (Geschäftsstelle)
- Bippen (Geschäftsstelle)
- Merzen (Geschäftsstelle)
- Kettenkamp (SB-Geschäftsstelle)
- Berge (2 Geschäftsstellen)
- Gehrde (SB-Geschäftsstelle)
- Badbergen (Geschäftsstelle)
- Menslage (Geschäftsstelle)
- Nortrup (Geschäftsstelle)

Daneben werden noch Raiffeisenagrarstandorte betrieben.